# Heinz Kindermann
Heinz Kindermann, född 8 oktober 1894 i Wien, död där 3 oktober 1985, var en österrikisk litteraturhistoriker.
Heinz Kinderman fick sin utbildning i Wien, blev professor i Danzig 1927, i Münster 1936, och återvände senare till Wien. Han sysslade särskilt med folklitteratur och det nationella i litteraturen samt med teater och utgav bland annat H. Kurz und die deutsche Uebersetzungskunst (1918), J. M. Lenz und die deutsche Romantik (1924), Durchbruch der Seele (1928), Das literarische Antlitz der Gegenwart (1930), Goethes Weg zur Gestaltung des faustischen Menschen (1932), Goethes Menschegestaltung, 1 (1932), Klopstocks Entdeckung der Nation (1935), Dichtung und Volkheit (1937), Die Weltkriegsdichtung der Deutschen im Ausland (1940), Ferdinand Raimund (1940), Hölderlin und das deutsche Theater (1943) och Theatergeschichte der Goethezeit (1948).